# Пегг, Киа
Киа Мей Пегг (англ. Kia May Pegg; род. 29 июня 2000) — британская актриса, наиболее известная своей ролью Джоди Джексон в британской детской мелодраме «Возвращение Трейси Бикер» (2012) и в телесериале «Свалка» (2013—настоящее).

## Карьера
Начала сниматься в различных проектах начиная с самого раннего возраста. Её самой известной ролью является роль Джоди Джексон в телесериалах CBBC «Возвращение Трейси Бикер» и «Свалка».
В 2008 году снялась в телесериале «Легенда о Дике и Доме» и сыграла небольшую роль в фильме «Хоррид Генри», в котором сынрала Вишоус Вики, младшую сестру Соур Сьюзан. Также Пегг снялась в фильме «Эксперимент: Зло» в роли Пьюви. Фильм был снят для различных кинофестивалей. Сыграла роль молочной девочки в фильме «Тост».
В 2014 году Пегг была номинирована на премию BAFTA за роль Джоди во второй серии телесериала «Свалка».

## Фильмография
| Год       |     | Русское название                    | Оригинальное название      | Роль                                    |
| --------- | --- | ----------------------------------- | -------------------------- | --------------------------------------- |
| 2010      | с   | Легенда о Дике и Доме, 2-й сезон    | The Legend of Dick and Dom | Барбара / Barbara                       |
| 2010      | ф   | Тост                                | Toast                      | молочная девочка / milk girl            |
| 2011      | ф   | Хоррид Генри                        | Horrid Henry: The Movie    | Вишес Вики / Vicious Vicky              |
| 2011      | кор | Усвоенный                           | Internalised               | маленькая девочка / little girl         |
| 2012      | с   | Возвращение Трейси Бикер, 3-й сезон | Tracy Beaker Returns       | Джоди Джексон / Jody Jackson            |
| 2013—2016 | с   | Свалка                              | The Dumping Ground         | Джоди Джексон / Jody Jackson            |
| 2014      | ф   | Тихоня                              | The Quiet One              | Пиви / Peewee                           |
| 2015      | с   | Время хакера, 5-й сезон             | Hacker Time                | камео                                   |
| 2017      | с   | Класс                               | Class                      | Эма Васкес Маклин / Ema Vazquez MacLean |

## Награды
| Год  | Премия                 | Номинация         | Роль           | Результат |
| ---- | ---------------------- | ----------------- | -------------- | --------- |
| 2014 | BAFTA Children’s Award | Лучшее исполнение | Джоди (Свалка) | Номинация |